# Aurore Cabanne
Pour les articles homonymes, voir Cabanne.
Aurore Cabanne, née le 15 juin 1998 à Montauban, est une judokate et une samboïste française.

## Carrière
Elle remporte la médaille de bronze dans la catégorie des moins de 60 kg aux Championnats d'Europe de sambo 2019 à Gijon, puis la médaille d'argent dans la même catégorie aux Championnats du monde de sambo 2019 à Cheongju.
Elle est championne de France de sambo des moins de 60 kg en 2018 et 2019.